# Hedenvindsällskapet

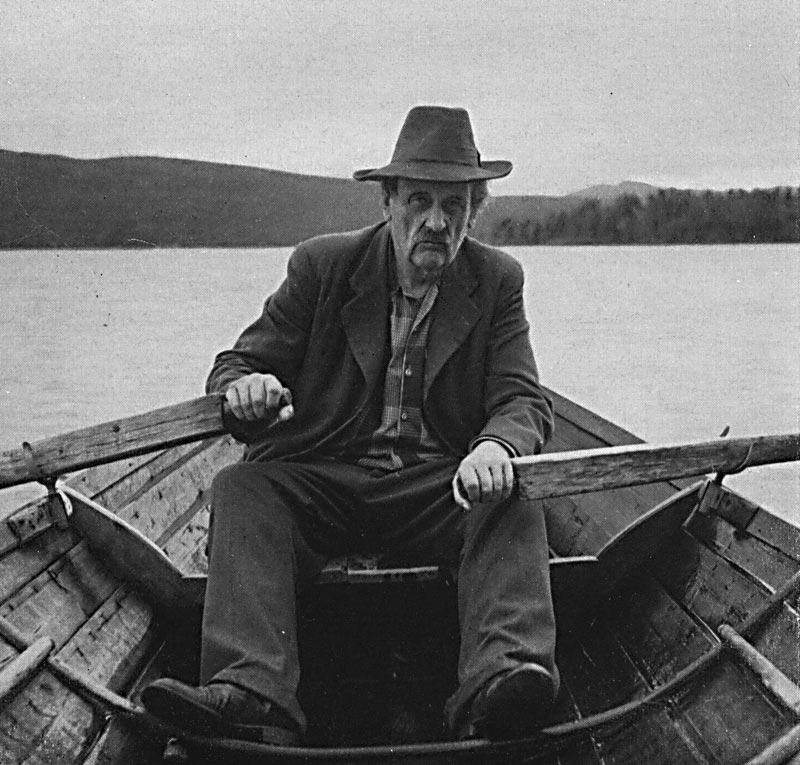
Gustav Hedenvind-Eriksson (1880–1967)

Hedenvindsällskapet är ett litterärt sällskap tillägnat den svenske arbetarförfattaren Gustav Hedenvind-Eriksson.
Sällskapet bildades år 1984 med  syftet att "bredda och sprida intresset för Hedenvinds författarskap samt främja forskning om honom". Strömsunds kommun utdelar i samverkan med sällskapet årligen litteraturpriset Hedenvindplaketten.

## Bakgrund
Strömsunds kommuns kulturnämnd instiftade Hedenvindplaketten i samband med 100-årsminnet av Hedenvinds födelse den 17 maj 1980. Genom det då ökande intresset för hans författarskap dramatiserade Flåsjöbygdens teateramatörer genom teatergruppen "Vind i hed" ett par av hans böcker, debutromanen Ur en fallen skog samt Silverskogen sydväst om månen, och spelade dem i hembyn Gubbhögen, nära hans barndomshem Kvarnede i juli månad under andra halvan av 1980-talet. I anslutning till  förberedelserna för dessa "Hedenvindspel" bildades Hedenvindsällskapet sommaren 1984. Under 1990-talet arrangerade sällskapet i juli tillsammans med Strömsunds kommun Hedenvind-dagen, och senare Berättarveckan med uppläsningar av olika författare samt seminarier om Hedenvind och hans författarskap.

## Verksamhet
Hedenvindsällskapet arrangerar olika aktiviteter i Strömsunds kommun med anknytning till författaren och hans hembygd, och ger årligen ut medlemsbladet Hedenvind. Sällskapet samarbetar vid arrangemang på riksplanet med andra litterära sällskap i Jämtlands län, och även med olika litteraturtidskrifter, särskilt vid olika typer av temanummer.
Hedenvindkojan, en rekonstruktion av den skogsarbetarkoja som Hedenvind bodde i när han skrev sin debutroman, byggdes på initiativ av sällskapet och invigdes i Gubbhögen sommaren 1998 som sällskapets egen föreningslokal.
Hedenvindsällskapet är medlem i DELS – De Litterära Sällskapen i Sverige.